# Alwar Sanjuán Canet
Alwar Sanjuán Canet (ur. 26 kwietnia 1908 w Alcocer de Planes, zm. 2 października 1936 w Villena) – hiszpański salezjanin, męczennik chrześcijański i błogosławiony Kościoła katolickiego.

## Życiorys
Alwar Sanjuán Canet został wychowany w chrześcijańskiej rodzinie. W wieku 11 lat wstąpił do seminarium salezjańskiego. W 1934 roku po ukończeniu studiów teologicznych w Turynie, został wyświęcony na kapłana. Gdy wybuchła wojna domowa w Hiszpanii, schronił się w mieście Cocentaina, w domu rodziców. Osadzony został w więzieniu w Alicante. Jego rodzina podjęła kilka prób uwolnienia, ale bez skutków. Przewieziono go wraz z innym współwięźniem do Villena, gdzie został zastrzelony w rowie.

## Kult
Beatyfikacja
Alwar został beatyfikowany w grupie 233 męczenników przez papieża Jana Pawła II.
Dzień wspomnienia
Obecnie upamiętniony jest indywidualnie przez Martyrologium Rzymskie 1 października.